# El Retiro (La Plata)
El Retiro es un barrio de la localidad de Lisandro Olmos en el partido de La Plata, en la Provincia de Buenos Aires.  Se encuentra a 4 km en línea recta al sudoeste del casco urbano de La Plata.

## Ubicación y Geografía
El barrio El Retiro se encuentra entre la avenida 44 y la calle 52 y entre las avenidas 155 a 167. Tiene aproximadamente 1,3 kilómetros cuadrados, y entre 19 y 33 metros sobre el nivel del mar.

## Características
En el barrio se encuentra un centro de integración comunitario y el Club Corazones de El Retiro; cuenta con infraestructura de agua corriente sin cloacas.